# باول نيكسون (لاعب كريكت)
باول نيكسون (21 أكتوبر 1970 في المملكة المتحدة - ) (بالإنجليزية: Paul Nixon)‏ هو لاعب كريكت بريطاني. شارك مع منتخب إنجلترا للكريكت. أما مع النوادي، فقد لعب مع Kent County Cricket Club ‏ ونادي مقاطعة ليسترشاير للكريكت ‏ وCumbria County Cricket Club ‏ ونادي مارليبون للكريكت ‏.

## وصلات خارجية
- باول نيكسون على موقع IMDb (الإنجليزية)

- باول نيكسون على موقع إي آس بي آن كريك إنفو (الإنجليزية)